# Joel Carli
Mauro Joel Carli (Mar del Plata, 19 de outubro de 1986) é um treinador e ex-futebolista argentino que atuava como zagueiro. Atualmente é auxiliar-técnico do Botafogo.

## Carreira

### Início na Argentina
Carli começou sua carreira no Aldosivi da Argentina, seu país de origem. Foi emprestado ao Deportivo Morón e foi contratado pelo Gimnasia y Esgrima para disputar a Primeira Divisão da Argentina. Depois, se transferiu para o Quilmes, onde chegou a atuar como lateral direito. 

### Botafogo
Em dezembro de 2015, Joel Carli assinou com o Botafogo, indo jogar pela primeira vez no Brasil. Muitos desconfiaram, pois a última temporada pelo Quilmes não foi regular. 
Em 2016, o jogador estreou pelo clube e logo foi considerado um dos principais jogadores do time. O zagueiro teve a melhor média de zagueiros argentinos no mundo no ano, como o que menos sofreu gol, com mais desarmes e mais rebatidas.
Na ausência do goleiro e ídolo Jefferson, Carli foi o capitão do Botafogo e ganhou o apelido de "Xerife". Pelas boas atuações e grande garra, seu contrato foi renovado por dois anos até o final de 2018.
No segundo jogo da final Campeonato Carioca de 2018 contra o Vasco, Joel Carli marcou (aos 49 minutos do segundo tempo) o gol que deu a vitória por 1–0 para o Botafogo e que levou à disputa para os pênaltis, já que, na primeira partida da final, o Vasco havia vencido o Botafogo por 3–2. Nas penalidades, o Botafogo sagrou-se campeão e Carli levantou sua primeira taça pelo clube.
Em 2020, no processo de transição clube-empresa, o Comitê Executivo de Futebol do Botafogo entrou em contanto com o jogador para uma rescisão amigável. Mauro Joel Carli encerra a sua passagem pelo Glorioso como um dos principais personagens do título carioca de 2018, com 154 jogos (2016-2020), terceiro estrangeiro que mais vestiu a camisa do Glorioso, e 6 gols.  
Em março de 2021, Carli acerta seu retorno ao Botafogo (sob a gestão de uma nova diretoria), estreando em agosto e, pouco depois, assumindo a vaga de titular ao lado de Kanu. Com uma rodada de antecedência, conquistou a Série B de 2021 com uma vitória sobre o Brasil de Pelotas por 1–0, seu segundo título na carreira do jogador, também pelo Botafogo.
Em março de 2022, em partida contra o Volta Redonda, pelo Campeonato Carioca, na qual ele marcou um gol, Carli igualou Rodolfo Fischer e se tornou o estrangeiro com o maior número de partidas pelo Botafogo, com 180 jogos disputados.
No dia 12 de maio de 2022, em partida de volta contra o Ceilândia, pela 3ª fase da Copa do Brasil, Carli atingiu a marca de 181 jogos, ultrapassando Rodolfo Fisher e se tornando o estrangeiro com mais partidas na história do Botafogo.

### Aposentadoria
Joel Carli aposentou-se na noite de 29 de junho de 2023, após o jogo do Botafogo contra o Magallanes, pela Copa Sul-Americana.

## Títulos

### Como jogador
Gimnasia
- Copa Cidade de Mar del Plata: 2009

Quilmes
- Primeira Divisão D da Argentina: 2012–13

Botafogo
- Campeonato Carioca: 2018
- Campeonato Brasileiro - Série B: 2021
- Taça Rio: 2023

### Como auxiliar técnico
Botafogo
- Taça Rio: 2024
- Copa Libertadores da América: 2024
- Campeonato Brasileiro: 2024